# 福井県道118号東美浜停車場線
福井県道118号東美浜停車場線（ふくいけんどう118ごう ひがしみはまていしゃじょうせん）は、福井県三方郡美浜町を通る一般県道である。

## 概要

### 路線データ
- 起点：福井県三方郡美浜町太田（東美浜駅）
- 終点：福井県三方郡美浜町今市

## 地理

### 交差する道路
- 国道27号（美浜東バイパス：国道162号重複）（美浜町太田・太田ランプ）
- 福井県道225号敦賀美浜線（美浜町佐田・今市交差点、終点）